# Peritoró
Peritoró é um município brasileiro do estado do Maranhão localizado geograficamente no leste do estado.

## História
Tendo sido habitada a cidade de Peritoró desde 1782 pelos índios, onde um dos índios chamava-se Peri, garoto esperto e levado, sempre estava às margens do pequeno rio, brincando. Enquanto se formava um temporal, sua mãe, aflita, gritava pelo seu nome, dizendo: Peri! Lá vem um toró! E, com isso, originou-se o nome do rio e do lugar, Peritoró. Os índios permaneceram aqui por mais de 100 anos. Vieram para este lugar duas grandes famílias: a primeira, de origem quilombola, família Aurino, que se instalaram do lado esquerdo do rio. A outra família, de uma senhora por nome Íria, se instalou do lado direito do rio. Em 1889, a pequena vila de moradores passou a chamar-se Peritoró da Íria, devido ao Rio Peritoró, que corta o pequeno povoado. Esta fez a primeira casa grande, casa de Maria do Tomás, construiu uma igreja de taipa; esta pequena casa de devoção ficava à direita das margens do rio, em frente a um pé de Iticoró. O 1º padroeiro da vila foi Menino Jesus de Praga. Também foi necessário um cemitério, este com paredes de pedras, para separar os vivos dos mortos (atual Cemitério da Eurides). Toda a região conhecia este povoado como Peritoró da Íria.
Ao chegar, em 1930, nas terras de légua quadrada, Francisco Matos começou a trabalhar pelo progresso, dá nome e vida ao local. Ele chegou com sua esposa (Elvira Lima de Matos), as filhas (Dolores, Lurdes e Branca), ambas ainda jovens. Esta família começou a trabalhar com venda de bolos, suco de fruta, e o comércio mostrou que havia progresso. Os Matos construíram uma pequena capela, em frente a um grande pé de tamarindo, denominada Nossa Senhora das Graças. Isto causou que alguns moradores fossem embora da região, mas Chiquinho de Matos começou a ser conhecido e tornou-se um homem poderoso, e a fama espalha-se por toda a região. E este povoado ganha um outro subnome: Peritoró do Chiquinho de Matos. Para mostrar o seu poder, Francisco Matos constrói a primeira praça da região, com o nome Francisco Matos (atual Praça do Município). O grande mastro de Peritoró faleceu na década de 1980. Nesta ocasião, Chiquinho de Matos já tinha vários netos. Poucos meses após a morte de Chiquinho de Matos, sua companheira, Elvira Lima de Matos, também faleceu. Seu corpo é sepultado no cemitério da Rua da Mangueira.
Após a inauguração do ramal da Estrada de Ferro São Luís-Teresina, o trem chega à região, em 1960. O progresso começa a dar vida ao pequeno distrito. O trem chega com o objetivo de transportar pessoas e cargas de Coroatá até Colinas, com via a Pedreiras. Só que os recursos foram poucos, e o ramal ferroviário foi construído até o povoado de Independência. Os planos da RFFSA não tiveram sucesso, pois o trem "não dava lucros". Então, foi determinado que a locomotiva denominada "Trem de Maracanguaia" durasse somente três meses. Quando terminou o prazo, o trem parou. Peritoró sentiu falta, mas nada podia ser feito; não havia investimento para a continuação desta estrada de ferro. A estação, que tinha por nome "Estação de Peritoró", era a mais bonita de todas as regiões. Peritoró não parou de crescer e, em 1996, passou à categoria de cidade. Uma iniciativa do Deputado Estadual Ricardo Murad, na época presidente da Assembleia Legislativa e autor do projeto de Lei nº 6185, de 10-11-1994, que inicialmente dava homenagem ao ex-presidente Sarney, em discussão voltou a ser chamado de Peritoró, entre outros participantes do grupo político da época.

Com a emancipação da cidade de Peritoró, em 22 de novembro de 1996, o município passou a ter o seu primeiro prefeito, Geraldo do Céu Pereira. Após o término do mandato de Geraldo do Céu, foi eleito Agamenon Lima Milhomen, médico, que tem sua origem na cidade de Formosa da Serra Negra. Como terceiro prefeito, teve o Padre Jozias Oliveira, na sequência, novamente Agamenon, e, em seguida, novamente o Padre Jozias Oliveira. E agora, o prefeito é Josué Pinho da Silva Junior.